# Soltanije
Soltanije (pers. سلطانيه) – miasto w Iranie, w ostanie Zandżan.
Miasto zostało założone przez Ilchanidów na przełomie XIII i XIV wieku. Wybrali je oni na swoją letnią siedzibę, ponieważ Mongołom bardzo odpowiadała obfitość okolicznych pastwisk i panujący w tym rejonie względny chłód podczas lata. Budowę rozpoczął ilchan Argun (1284–1291), przy czym mur nowego miasta miał mieć 12 tys. kroków obwodu. Jego syn, Oldżajtu (1304–1316), powiększył go do 30 tys. kroków, i to właśnie on przeniósł tam swoją letnią stolicę. Jej budowa została ukończona w 1313 roku, jednak wydaje się, że już za następcy Oldżajtu, Abu Sa’ida (1317–1335), czołową rolę wśród miast Ilchanidów ponownie zaczął odgrywać Tebriz. Niemniej nadal w Soltanije można było spotkać zagranicznych dyplomatów i kupców, a w roku 1318 papież Jan XXII ustanowił w nim archidiecezję, której arcybiskupi byli nominowani do roku 1425. Po upadku Ilchanidów Soltanije było przedmiotem walk pomiędzy Czobanidami, Dżalajirydami i Mozaffarydami. W roku 1384 zdobył je Timur (1370–1405). Według ambasadora króla Kastylii, Ruya Gonzálesa de Clavijo, który odwiedził miasto w 1404 roku, nadal miało ono wielu mieszkańców i było ważnym ośrodkiem handlu. Stopniowo jednak zaczął on powracać do Tebrizu, a ruiny miasta dopełniło przeniesienie przez szacha Abbasa I (1587–1629) stolicy do Isfahanu. Krótkotrwały renesans Soltanije przeżyło, kiedy swoją letnią rezydencję o nazwie Soltanabad w jego pobliżu założył Fath Ali Szah (1797–1834). Jednocześnie oznaczało to jednak zagładę większości czternastowiecznych struktur, materiał z których posłużył do budowy pałacu myśliwskiego szacha. 
Soltanabad został opuszczony po wojnie rosyjsko-perskiej w roku 1828. Odtąd jedyne pozostałe czternastowieczne monumenty, olbrzymie mauzoleum Oldżajtu na planie ośmiokąta o średnicy 38 m, wieża grobowca Baraka Baby i grób teologa Molly Hasana Sziraziego znajdowały się w mało znaczącej wiosce. W 1991 Soltanije liczyło 5114 mieszkańców. W roku 2005 zostało ono wpisane na listę światowego dziedzictwa UNESCO.